# Sekret Tatiany
Sekret Tatiany (ang. The Secret Wife) – historyczny romans autorstwa brytyjskiej pisarki, Gill Paul. Powieść opowiada o romansie Tatiany Romanowa z  Dymitrem Jakowlewiczem Malamą. Książka ukazała się w 2016 nakładem wydawnictwa Avon. Została uznana za bestseller przez USA Today. Trafiła również na pierwsze miejsce wśród najlepiej sprzedających się książek na platformie Amazon. Polskie wydanie ukazało się 2 października 2018 nakładem wydawnictwa Mando w dwóch wersjach okładkowych.

## Fabuła
W 2016 Kitty opuszcza męża po tym, gdy dowiaduje się o jego zdradzie. Wyjeżdża do domku położonego nad brzegiem jeziora Akanabee: kobieta odziedziczyła budynek po pradziadku, Dymitrze Jakolewiczu, jednak ten od trzydziestu lat stoi pusty. Wkrótce po przybyciu na miejsce Kitty znajduje cenny wisiorek stworzony w trakcie I wojny światowej.
W 1914 Dymitr zostaje ranny i trafia do szpitala, w którym na pielęgniarkę szkoli się Tatiana Romanowa. Między parą stopniowo rodzi się uczucie. Mężczyzna wręcza Tatianie buldoga francuskiego, którego ta nazywa imieniem Ortipo. Wkrótce jednak Dymitr musi wracać na front. Choć zakochanych rozdziela wojna ich miłość kwitnie, a młodzi obiecują sobie, że po zakończonych walkach wezmą ślub.